# Массімо Брамбілла
Массімо Брамбілла (італ. Massimo Brambilla, нар. 4 березня 1973, Вімеркате) — італійський футболіст, що грав на позиції півзахисника. По завершенні ігрової кар'єри — тренер. З 2017 року входить до тренерського штабу клубу «Аталанта».
Виступав, зокрема, за клуб «Торіно», а також олімпійську збірну Італії. Учасник Олімпійських ігор 1996 у Атланті.

## Клубна кар'єра
Вихованець клубу «Монца». У дорослому футболі дебютував 1990 року виступами за «Монцу» у Серії С і за підсумками сезону 1991/92 вийшов з командою до Серії B. Там гравець провів ще два сезоны, але 1994 року команда знову вилетіла у третій італійський дивізіон, де Массімо провів ще півроку.
У січні 1995 року Массімо отримав запрошення від клубу Серії А «Реджяни». Команда провела слабку кінцівку чемпіонату і вилетіла з еліти. Брамбілла, не бажаючи повертатися до Серії B, уклав угоду з «Пармою». З пармезанцями він зіграв у програному «Ювентусу» Суперкубку Італії 1995 року, але не був задоволений своєю роллю в клубі: його використовували, як футболіста ротації.
На початку 1997 року він покинув «Парму» і перейшов в «Болонью». Частину сезону Брамбілла був основним футболістом, але з приходом влітку Роберто Баджо Массімо сів на лавку запасних. Йому довелося знову залишити команду через відсутність ігрової практики. Новим клубом Массімо став «Торіно». У Турині він знайшов постійну ігрову практику, але команда грала слабо і незабаром відбулася зміна тренера. Новий наставник Луїджі Сімоні не побачив у Брамбіллі гравця основи. Ситуація ускладнилася травмою, отриманою в одному з матчів. Усього відіграв за туринську команду п'ять сезонів своєї ігрової кар'єри, зігравши у 97 матчах чемпіонату.
Сезон 2002/03 Массімо провів в «Сієні», а потім перейшов в «Кальярі». Він допоміг команді вийти в Серію А, але після виходу в еліту ігровий час Брамбілли значно скоротився. Після вдалого виведення в Серію А двох клубів поспіль, послугами Массімо зацікавилися багато команд другого італійського дивізіону. Через це він виступав за «Мантову», а потім повернувся в «Монцу».
Завершив професійну ігрову кар'єру у клубі «Пергокрема», за команду якого виступав протягом 2008—2010 років.

## Виступи за збірні
Протягом 1993—1996 років залучався до складу молодіжної збірної Італії і виграв молодіжний чемпіонат Європи в Іспанії. Всього на молодіжному рівні зіграв у 17 офіційних матчах.
Того ж року захищав кольори олімпійської збірної Італії на футбольному турніру Олімпійських ігрор 1996 року в Атланті. На турнірі він зіграв у матчах групового етапу проти команд Мексики та Південної Кореї.

## Кар'єра тренера
Завершивши кар'єру гравця, Брамбілла залишився в клубі і став працювати з юнацькою командою «Пергокреми», де пропрацював з 2010 по 2011 рік.
В подальшому з 2011 по 2015 рік працював з юнацькими командами «Новари».
У 2015 році очолив юнацьку (U-17) команду «Аталанти», з якою в першому ж сезоні виграв юнацький чемпіонат і Суперкубок Італії. З літа 2017 року став працювати з  «дублем» «Аталанти».

## Титули і досягнення

### Як гравця
- Переможець Серії В: 2002/03
- Володар Кубка Італії Серії С: 1990/91
- Чемпіон Європи (U-21): 1996

### Як тренера
- Чемпіон Італії (U-17): 2015/16
- Володар Суперкубка Італії (U-17): 2016